# 宇都宮通房
宇都宮 通房（うつのみや みちふさ）は、鎌倉時代中期の武士。宇都宮氏の一族で、城井氏（紀伊氏）とも称される。名は道房とも書く。

## 略歴
宇都宮氏は頼朝以来の名門御家人ではあったが、通房の代には得宗被官（御内人）化していた。そのため元寇を機に文永年間、肥後や日向に守護職を得ていた北条氏の代官的な役割として九州に下向した。弘安9年（1286年）鎮西談議所が設置されると、大友頼泰・少弐経資・渋谷重郷とともにその頭人に任じられて九州御家人の訴訟取扱を担った。また筑後守護、北条貞時の肥後守護代を歴任している。元寇や岩門合戦の恩賞で与えられていた旧金田時通領に替えて正応3年（1290年）豊前国宇佐郡佐田庄（現・大分県宇佐市安心院町佐田）の地頭職を与えられ、子孫は定住して鎮西宇都宮氏となった。